# ترموا اورلئان
ترموا اورلئان (فرانسوی: Tramway d'Orléans‎) سیستم تراموا در شهر اورلئان، فرانسه است.
این تراموا که در سال ۲۰۰۰ تأسیس شده دارای ۲ خط، ۴۹ ایستگاه و ۲۹٫۳ کیلومتر طول می‌باشد.

## نگارخانه

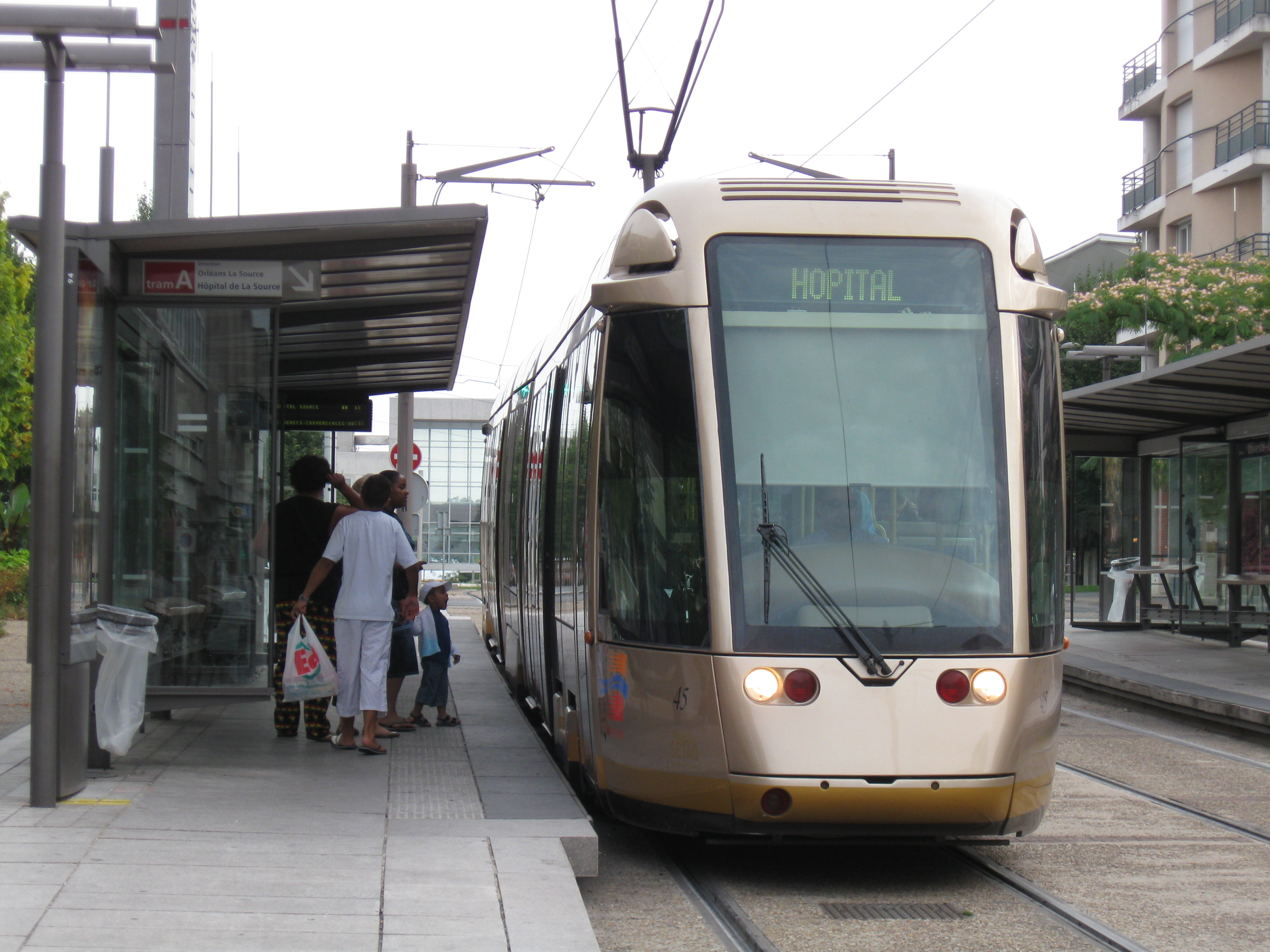
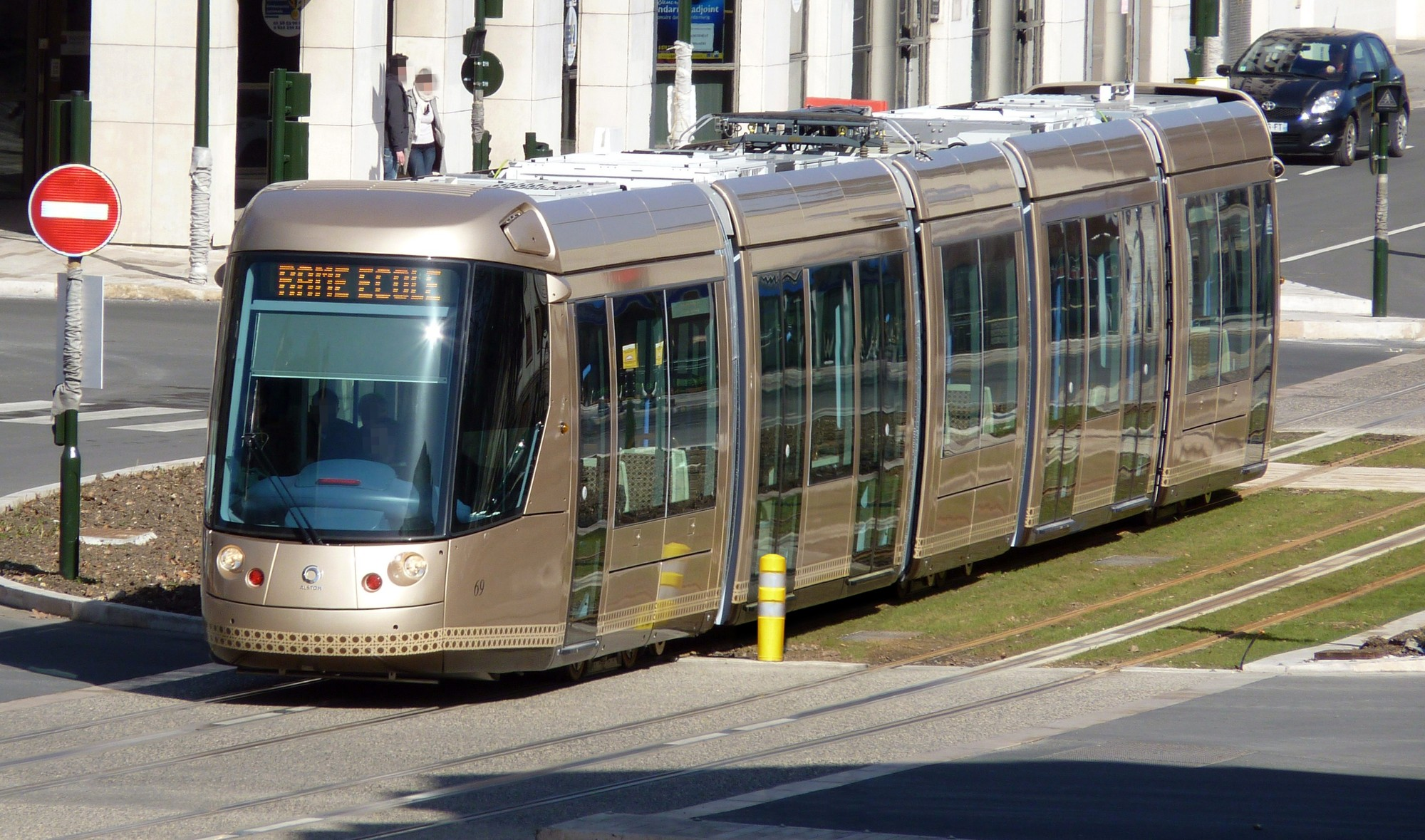